# Rue du Cardinal-Guibert
Rue du Cardinal-Guibert är en gata i Quartier de Clignancourt i Paris 18:e arrondissement. Rue du Cardinal-Guibert, som börjar vid Parvis du Sacré-Cœur och slutar vid Rue du Chevalier-de-la-Barre 37, är uppkallad efter den franske kardinalen Joseph Hippolyte Guibert (1802–1886), ärkebiskop av Paris.

## Omgivningar
- Sacré-Cœur
- Saint-Pierre de Montmartre
- Square Louise-Michel
- Carrousel de Saint-Pierre
- Place Saint-Pierre
- Montmartres bergbana

## Bilder
| - Joseph Hippolyte Guibert. |

## Kommunikationer
- Bergbana Funiculaire
- Busshållplats Funiculaire – Paris bussnät, linje 40
- Busshållplats Utrillo – Paris bussnät, linje 40

### Webbkällor
- ”Rue du Cardinal-Guibert”. Mairie de Paris. http://www.v2asp.paris.fr/commun/v2asp/v2/nomenclature_voies/Voieactu/1530.nom.htm. Läst 26 februari 2021.
- ”Rue du Cardinal-Guibert”. Les rues de Paris. http://www.parisrues.com/rues18/paris-18-rue-du-cardinal-guibert.html. Läst 26 februari 2021.